# Recreação Periódica
Recreação Periódica é uma obra da autoria de Francisco Xavier de Oliveira, cuja antonomásia é Cavaleiro de Oliveira. Com esse título foi traduzida para o Português a Amusement Périodique (1751). Consta duma série de crônicas amenas e jornalísticas, motivadas pelo culto da galantaria vigente no século XVIII. Gravitam em torno dos mais variados temas, como, por exemplo, o amor, a aparência, o asilo, a beleza, o Catolicismo e o Protestantismo, os ciganos, os embaixadores e as embaixatrizes, a fealdade, os fidalgos, a Inquisição, os jesuítas, os judeus, a loucura, os médicos, os milagres e as superstições, a pobreza, os santos, os viajantes, etc.
Espécie de calidoscópio ou de revista mundana, por intermédio da Recreação Periódica tem-se um retrato vivo do contexto social em que se moveu o Cavaleiro Oliveira. De suas crônicas, escolheu-se uma das tantas que podem ser lidas como se escritas ainda hoje.